# Android: Netrunner
Android: Netrunner er et kortspil (et Living Card Game (LCG)) produceret af Fantasy Flight Games. Det er et to-personers-spil i en dystopisk fremtid. Hvert spil er en kamp mellem et megafirma ("Corporation") og en hacker ("Runner"), der prøver at få kontrol over data. Spillet er baseret på Richard Garfields Netrunner samlekortspil, som Wizards of the Coast udgav i 1996.

## Spilforløb
Spillet er asymmetrisk og den ene spiller er "Runner" og den anden "Corporation", med hver deres gevinstkriterier.

## Priser
Android: Netrunner vandt kategorierne "Best Card Game" og "Best Two Player Game" ved BoardGameGeek Golden Geek Awards i 2012.

## Eksterne links
- Officiel website
- Android: Netrunner   på BoardGameGeek